# 阿尔瓦特拉
阿尔瓦特拉，是西班牙巴伦西亚自治区阿利坎特省的一个市镇。总面积67km2，总人口12474人（2020年），人口密度190人/km2。

## 友好城市
- 法國 圣安德烈德屈布扎克